# Nazionale maschile di hockey su ghiaccio della Lettonia
La nazionale di hockey su ghiaccio della Lettonia (Latvijas hokeja izlase) è controllata dalla Federazione lettone di hockey su ghiaccio. La nazionale lettone è esistita come nazionale indipendente fino al 1939 e poi a partire dal 1993. Nei restanti anni il paese era parte dell'Unione Sovietica.

## Risultati

### Olimpiadi
| Edizione | Sede                   | Piazzamento |        |
| -------- | ---------------------- | ----------- | ------ |
| 1920     | Anversa                | n/d         |        |
| 1924     | Chamonix               | n/d         |        |
| 1928     | Sankt Moritz           | n/d         |        |
| 1932     | Lake Placid            | n/d         |        |
| 1936     | Garmisch-Partenkirchen | 13º posto   | roster |
| 1992     | Albertville            | n/d         |        |
| 1994     | Lillehammer            | n/d         |        |
| 1998     | Nagano                 | n/d         |        |
| 2002     | Salt Lake City         | 9º posto    | roster |
| 2006     | Torino                 | 12º posto   | roster |
| 2010     | Vancouver              | 12º posto   | roster |
| 2014     | Soči                   | 8º posto    | roster |

### Campionati europei
| Edizione | Sede                           | Piazzamento |        |
| -------- | ------------------------------ | ----------- | ------ |
| 1910     | Montreux                       | n/d         |        |
| 1911     | Berlino                        | n/d         |        |
| 1912     | Praga                          | n/d         |        |
| 1913     | Monaco di Baviera              | n/d         |        |
| 1914     | Berlino                        | n/d         |        |
| 1921     | Stoccolma                      | n/d         |        |
| 1922     | Sankt Moritz                   | n/d         |        |
| 1923     | Anversa                        | n/d         |        |
| 1924     | Milano                         | n/d         |        |
| 1925     | Štrbské Pleso e Starý Smokovec | n/d         |        |
| 1925     | Davos                          | n/d         |        |
| 1927     | Vienna                         | n/d         |        |
| 1929     | Budapest                       | n/d         |        |
| 1932     | Berlino                        | 8º posto    | roster |

### Campionati del Mondo
| Edizione | Sede                                         | Piazzamento                                               |        |
| -------- | -------------------------------------------- | --------------------------------------------------------- | ------ |
| 1920     |                                              | n/d                                                       |        |
| 1924     |                                              | n/d                                                       |        |
| 1928     |                                              | n/d                                                       |        |
| 1930     |                                              | n/d                                                       |        |
| 1931     |                                              | n/d                                                       |        |
| 1932     |                                              | n/d                                                       |        |
| 1933     | Praga                                        | 10º posto                                                 | roster |
| 1934     |                                              | n/d                                                       |        |
| 1935     | Davos                                        | 13º posto                                                 | roster |
| 1936     | Garmisch-Partenkirchen (Olimpiadi invernali) | 13º posto                                                 | roster |
| 1937     |                                              | n/d                                                       |        |
| 1938     | Praga                                        | 10º posto                                                 | roster |
| 1939     | Basilea e Zurigo                             | 10º posto                                                 | roster |
| 1947     |                                              | n/d                                                       |        |
| 1948     |                                              | n/d                                                       |        |
| 1949     |                                              | n/d                                                       |        |
| 1950     |                                              | n/d                                                       |        |
| 1951     |                                              | n/d                                                       |        |
| 1952     |                                              | n/d                                                       |        |
| 1953     |                                              | n/d                                                       |        |
| 1954     |                                              | n/d                                                       |        |
| 1955     |                                              | n/d                                                       |        |
| 1956     |                                              | n/d                                                       |        |
| 1957     |                                              | n/d                                                       |        |
| 1958     |                                              | n/d                                                       |        |
| 1959     |                                              | n/d                                                       |        |
| 1960     |                                              | n/d                                                       |        |
| 1961     |                                              | n/d                                                       |        |
| 1962     |                                              | n/d                                                       |        |
| 1963     |                                              | n/d                                                       |        |
| 1964     |                                              | n/d                                                       |        |
| 1965     |                                              | n/d                                                       |        |
| 1966     |                                              | n/d                                                       |        |
| 1967     |                                              | n/d                                                       |        |
| 1968     |                                              | n/d                                                       |        |
| 1969     |                                              | n/d                                                       |        |
| 1970     |                                              | n/d                                                       |        |
| 1971     |                                              | n/d                                                       |        |
| 1972     |                                              | n/d                                                       |        |
| 1973     |                                              | n/d                                                       |        |
| 1974     |                                              | n/d                                                       |        |
| 1975     |                                              | n/d                                                       |        |
| 1976     |                                              | n/d                                                       |        |
| 1977     |                                              | n/d                                                       |        |
| 1978     |                                              | n/d                                                       |        |
| 1979     |                                              | n/d                                                       |        |
| 1981     |                                              | n/d                                                       |        |
| 1982     |                                              | n/d                                                       |        |
| 1983     |                                              | n/d                                                       |        |
| 1985     |                                              | n/d                                                       |        |
| 1986     |                                              | n/d                                                       |        |
| 1987     |                                              | n/d                                                       |        |
| 1989     |                                              | n/d                                                       |        |
| 1990     |                                              | n/d                                                       |        |
| 1991     |                                              | n/d                                                       |        |
| 1992     |                                              | n/d                                                       |        |
| 1993     | Lubiana e Bled                               | 21º posto (1º posto nel Gruppo C)                         | roster |
| 1994     | Copenaghen                                   | 14º posto (2º posto nel Gruppo B)                         | roster |
| 1995     | Bratislava Slovacchia                        | 14º posto (2º posto nel Gruppo B)                         | roster |
| 1996     | Eindhoven                                    | 13º posto (1º posto nel Gruppo B)                         | roster |
| 1997     | Helsinki, Tampere e Turku                    | 7º posto                                                  | roster |
| 1998     | Zurigo e Basilea                             | 9º posto                                                  | roster |
| 1999     | Oslo, Hamar e Lillehammer                    | 11º posto                                                 | roster |
| 2000     | San Pietroburgo                              | 8º posto                                                  | roster |
| 2001     | Colonia, Norimberga e Hannover               | 13º posto                                                 | roster |
| 2002     | Göteborg, Jönköping e Karlstad               | 11º posto                                                 | roster |
| 2003     | Helsinki, Tampere e Turku                    | 9º posto                                                  | roster |
| 2004     | Praga e Ostrava                              | 7º posto                                                  | roster |
| 2005     | Vienna e Innsbruck                           | 9º posto                                                  | roster |
| 2006     | Riga                                         | 10º posto                                                 | roster |
| 2007     | Mosca e Mytišči                              | 13º posto                                                 | roster |
| 2008     | Québec e Halifax                             | 11º posto                                                 | roster |
| 2009     | Berna e Kloten                               | 7º posto                                                  | roster |
| 2010     | Colonia, Mannheim e Gelsenkirchen            | 11º posto                                                 | roster |
| 2011     | Bratislava e Košice                          | 13º posto                                                 | roster |
| 2012     | Helsinki e Stoccolma                         | 10º posto                                                 | roster |
| 2013     | Stoccolma e Helsinki                         | 11º posto                                                 | roster |
| 2014     | Minsk                                        | 11º posto                                                 | roster |
| 2015     | Praga e Ostrava                              | 13º posto                                                 | roster |
| 2016     | Mosca e San Pietroburgo                      | 13º posto                                                 | roster |
| 2017     | Colonia e Parigi                             | 10º posto                                                 | roster |
| 2018     | Copenaghen e Herning                         | 8º posto                                                  | roster |
| 2019     | Bratislava e Košice                          | 10º posto                                                 | roster |
| 2020     |                                              | Competizioni annullate a causa della pandemia di COVID-19 |        |
| 2021     | Riga                                         | 11º posto                                                 | roster |